# Chorismos
Chorismos (χωρισμός chōrismós „Trennung“) ist ein Wort der altgriechischen Sprache, das erst seit dem Beginn des 20. Jahrhunderts als philosophischer Fachbegriff verwendet wird. In dieser Bedeutung versteht man darunter die Trennung, die nach der Auffassung von Kritikern des Platonismus in der Ideenlehre zwischen der intelligiblen (rein geistigen) und der sinnlich wahrnehmbaren Welt besteht. Die Annahme, es handle sich um eine unüberbrückbare Trennung, ist der Ausgangspunkt eines wichtigen Arguments, das Aristoteles gegen die Ideenlehre vorgebracht hat. Falls die Trennung unüberbrückbar ist, gibt es keine Erklärung für den Zusammenhang zwischen den beiden Bereichen, der im Platonismus vorausgesetzt wird.

## Begriffsgeschichte
Aristoteles verwendet in seiner Kritik an der Ideenlehre das Verb chōrízein („trennen“, „absondern“) und das Adverb chōrís („auf abgesonderte, getrennte Weise“), nicht aber das Substantiv chōrismós. Das Substantiv war noch bei den Philosophen und Philosophiehistorikern des 19. Jahrhunderts ungebräuchlich. Belegt ist es als Fachbegriff erst bei Paul Natorp (1903) und Ernst Cassirer (1925). Der Philosophiehistoriker Ernst Hoffmann (1880–1952) hat maßgeblich zur Etablierung des Begriffs beigetragen.
In der neueren philosophiegeschichtlichen Fachliteratur dient der Begriff „Chorismos“ auch zur Bezeichnung anderer Trennungen bei Aristoteles, beispielsweise der Trennung zwischen Gattung und Art oder zwischen dem „unbewegten Beweger“ und dem von ihm Bewegten. Auch bei der Untersuchung von Platons Auseinandersetzung mit Getrenntheitsproblemen wird der Begriff verwendet.

## Platons Verständnis
Ein zentrales Thema von Platons Philosophie ist das Problem der Beziehung zwischen Einheit und Vielheit. Dabei steht für die Einheit das Allgemeine mit seinem umfassenden Charakter und für die Vielheit die Mannigfaltigkeit des Besonderen.
In Platons Ontologie, seiner Lehre von der Hierarchie der Dinge, ist das Allgemeine generell höherrangig als das Besondere und Individuelle. Das (relativ) Allgemeine ist eine (relativ) umfassende Einheit. Diese Einheit ist einfach, nicht aus Teilen zusammengesetzt. Einerseits ist eine solche einfache Einheit das Gegenteil von Vielheit (Mannigfaltigkeit), andererseits umfasst sie aber auch die Vielheit all dessen, was zu ihr gehört. Das jeweils Speziellere ist zwar an dem Allgemeineren, zu dem es gehört, beteiligt, aber infolge seines Sonderdaseins ist es etwas Abgesondertes und Vereinzeltes. Es ist dem Allgemeineren, dessen Eigenschaften es nur teilweise und eingeschränkt aufweist, untergeordnet.
Dies gilt insbesondere in der Ideenlehre, in der den Ideen die Rolle des Allgemeinen und Einheitlichen, den Einzeldingen die des Speziellen und Mannigfaltigen zukommt. Die platonischen Ideen sind – im Unterschied zum modernen Begriff „Idee“ – keine mentalen Erzeugnisse, keine bloßen Vorstellungen im menschlichen Geist, sondern bilden eine eigenständige, objektiv existierende metaphysische Wirklichkeit. Sie sind die Urbilder, nach denen die unzähligen einzelnen Dinge in der sinnlich wahrnehmbaren Welt gestaltet sind. Das Reich der Ideen ist zwar sinnlicher Wahrnehmung entzogen, kann aber auf rein geistigem Weg erkannt werden. Die Ideen sind unveränderlich, vollkommen und schlechthin seiend. Den sinnlich wahrnehmbaren, vergänglichen Objekten hingegen kommt nur ein bedingtes und damit unvollkommenes Sein zu, das sie den Ideen verdanken.
Der Zusammenhang zwischen Ideen und Sinnesobjekten besteht darin, dass die Ideen als Urbilder die erzeugenden Instanzen sind und die Sinnesobjekte als deren Abbilder die Erzeugnisse. Platon beschreibt diesen Zusammenhang als ein Teilhabeverhältnis (méthexis) oder auch als Nachahmung (mímēsis). Das Teilhabeverhältnis zwischen dem einzelnen Sinnesobjekt und der Idee, an der es „Anteil hat“, ist dadurch charakterisiert, dass das Sinnesobjekt mit bestimmten Einschränkungen die Natur der Idee aufweist und dadurch gewissermaßen an dieser Natur „beteiligt“ ist oder sie „nachahmt“. Die Idee lässt dem Sinnesobjekt bestimmte Aspekte ihres eigenen Wesens zukommen, soweit die von Natur aus begrenzte Aufnahme- und Verwirklichungsfähigkeit des Sinnesobjekts dies gestattet.

## Die Auffassung des Aristoteles
Aristoteles formulierte seine Kritik an der Ideenlehre hauptsächlich in seinen heute verlorenen Schriften Über die Ideen und Über die Philosophie sowie in seiner Metaphysik. Dabei war der Chorismos ein wichtiger Teil seiner Argumentation.
Aristoteles war der Meinung, im Platonismus bestehe zwischen den Ideen und den Einzeldingen eine Kluft. Diese könne durch die Vorstellung der Teilhabe nicht überbrückt werden, denn „Teilhabe“ sei kein philosophischer Begriff. Der Ausdruck sei für eine philosophische Argumentation unbrauchbar, da es keine saubere Definition dafür gebe. Es handle sich nur um ein leeres Wort und eine poetische Metapher, deren Bedeutung Platon nicht untersucht habe.
Die Kluft bedeute, dass im Platonismus die Ideenwelt und die Welt der Sinneswahrnehmung zwei prinzipiell verschiedene, abgetrennte Bereiche seien. In diesem Fall könne aber zwischen ihnen kein Zusammenhang bestehen, da eine vermittelnde Instanz fehle. Die Ideen könnten sich dann außerhalb ihres eigenen Bereichs nicht bemerkbar machen und in der Sinneswelt keinen Einfluss ausüben, also auch nicht die Sinnesobjekte hervorbringen. Wenn das Allgemeine von den Einzeldingen getrennt sei und separat existiere, seien die scheinbar „allgemeinen“ Ideen nur eine besondere Art von abgesonderten, einzelnen Dingen. Als solche könnten sie das Dasein der Sinnesobjekte nicht erklären, also den Zweck der Ideenlehre nicht erfüllen. Die Annahme separater Ideen neben den Sinnesobjekten führe somit nur zu einer hypothetischen Verdoppelung der Welt, die zum Verständnis der Wirklichkeit nichts beitrage und daher unnötig sei. Außerdem seien Ideen, wenn sie wie Einzeldinge separat existierten und daher einzeln und nicht allgemein seien, undefinierbar, denn nur das Allgemeine könne definiert werden. Folglich seien solche Ideen auch unerkennbar.
Auch wenn Ideen und Einzeldinge ähnlich seien, folge daraus nicht, dass die Ideen die Urbilder der Einzeldinge sein müssen und diese ihnen nachgebildet sind.
In Wirklichkeit seien die Formen der Sinnesobjekte, die der Platonismus auf die Ideen als Formursachen zurückführe, wahrnehmbar in den Sinnesobjekten vorhanden als deren Ousia (Wesen). Nur dadurch seien die Sinnesobjekte das was sie sind. Daher könne es den Chorismos, von dem der Platonismus ausgehe, nicht geben; das Wesen eines Dings könne nicht von dem Ding getrennt sein.
Die Formen der Einzeldinge hängen für Aristoteles nicht von Urbildern ab und existieren nur in den Dingen selbst. Von den sinnlich wahrnehmbaren Objekten, deren Wesen sie ausmachen, sind sie nicht real, sondern nur gedanklich trennbar. Dies gilt auch für die Seele als Form des Körpers und sogar für die mathematischen Gegenstände; diese existieren ohne Materie nur fiktiv. Dennoch ist der Mathematiker berechtigt, die mathematischen Gegenstände als getrennt zu setzen. Damit meint Aristoteles aber nicht, es handle sich um vom Denken erzeugte, also subjektive Abstraktionen. Vielmehr existieren für ihn Zahlen und geometrische Figuren real, aber nur in den Dingen, aus denen die veränderliche Welt der Sinneserfahrung besteht. Nur dem göttlichen „unbewegten Beweger“ weist Aristoteles ein abgesondertes Dasein zu.
Schwerwiegende Probleme der Ideenlehre hat schon Platon selbst erkannt und in seinem Dialog Parmenides thematisiert. Dazu gehört auch die Problematik der Trennung von Ideenwelt und Welt der Phänomene. In der Akademie wurde darüber intensiv diskutiert. Aristoteles knüpfte an diese Erörterungen an.
Möglicherweise zielte die Kritik des Aristoteles am Chorismos in erster Linie nicht auf Platons eigenes Konzept, sondern auf eine bestimmte Variante der Ideenlehre, die in Platons Schule, der Akademie, entwickelt worden war. Die Urheber dieser Version waren nicht namentlich bekannte „Ideenfreunde“, die eine strikte Trennung von Sein und Werden betonten, wodurch sich die Chorismos-Problematik zuspitzte. Ähnlich wie die „Ideenfreunde“ denkt der junge Sokrates als fiktiver Gesprächspartner des Parmenides im Dialog Parmenides.

## Rezeption

### Mittelalter
Mittelalterliche Aristoteliker wie Thomas von Aquin († 1274) teilten die Auffassung des Aristoteles. Thomas kritisierte Platons Lehre von den „abgetrennten, durch sich selbst seienden Ideen“, wobei er sich auf Aristoteles berief.

### Moderne
Nicolai Hartmann hat sich in einer 1941 veröffentlichten Abhandlung mit dem Chorismos auseinandergesetzt. Seines Erachtens ist das Chorismos-Problem auch in der modernen Philosophie relevant, insoweit sich diese mit der Frage der Realität des Allgemeinen und mit dessen Stellung zum Einzelnen „in einer und derselben Realwelt“ befasst. Hartmann meint, die aristotelische Metaphysik weise eine so weitgehende Übereinstimmung mit der platonischen auf, dass sie selbst von der Kritik ihres Urhebers am Chorismos betroffen sei. Bei Aristoteles bestehe zwischen Form und Materie trotz deren unauflöslicher Verbundenheit ein Chorismos, denn sie seien heterogen und ihre Verbindung bleibe rätselhaft. Den Weg zu einer Lösung zeige jedoch Platon mit der hierarchischen Strukturierung der Ideenwelt, der horizontalen und vertikalen Verflechtung und Gemeinschaft der Ideen und der Teilhabe jedes Dings an einer Vielzahl von Ideen. Wenn der Abstieg vom Allgemeineren zum Spezielleren bis zu den speziellsten Art-Ideen herabführe, lange man damit beim Wesen der einzelnen Dinge an, und so lasse sich der Chorismos vermeiden. Der gestuften Ordnung in der platonischen Ideenwelt entspricht in Hartmanns Modell die Schichtung der Kategorien in höhere (umfassendere) und niedere (inhaltlich ärmere). Dabei sind aber im Gegensatz zur hierarchischen Ordnung der platonischen Ideen die niederen Kategorien die „stärkeren“. Realität im Sinne vollständigen, eigenständigen Seins billigt Hartmann nur den Einzeldingen zu.
In der modernen Forschung wird meist angenommen, dass sich aus Platons Trennung der intelligiblen Welt von der Sinneswelt das Problem des nicht hinlänglich erklärten Zusammenhangs zwischen zwei ontologisch verschiedenartigen Bereichen ergibt. Die ontologische Verschiedenheit betonen u. a. Rafael Ferber, der die Bezeichnung „Zwei-Welten-Theorie“ verwendet, Michael Erler, der Platons Ontologie ebenfalls als „Zweiweltenlehre“ charakterisiert und dazu bemerkt, Aristoteles spreche „nicht ohne Grund von einem Chorismos“, sowie Thomas Alexander Szlezák. Eine Gegenposition vertreten manche Philosophiehistoriker, die meinen, Aristoteles habe Platons Auffassung vom Verhältnis zwischen Urbild und Abbild missverstanden; in Wirklichkeit habe Platon keine dualistische Ontologie vertreten. Es gebe bei ihm keine „Zwei-Welten-Vorstellung“ und daher auch keinen Chorismos. Als Wortführer dieser Forschungsrichtung sind Paul Natorp und Theodor Ebert hervorgetreten. Nach Eberts Interpretation ist die Unterscheidung von Abbild und Urbild nicht im Sinne einer ontologischen Differenz zu verstehen, sondern in einem funktionalen Sinn mit Bezug auf einen Erkenntnisprozess. Dieser Deutung zufolge unterscheidet Platon nicht zwischen Wirklichkeitsstufen und entsprechenden Erkenntnisstufen, sondern zwischen einem Erkenntnismittel und dem mit Hilfe dieses Mittels Erkannten; er geht nicht von einer Zweiteilung der Welt aus, sondern von der Unteilbarkeit des Erkenntnisvermögens. Karl Heinz Haag baut auf dem (notwendigen) Chorismus bei Kant seine Kritik einer affirmativen Metaphysik auf. Er übernimmt die Bestimmung aus Marx Horkheimers Kritik der instrumentellen Vernunft und des Positivismus. Er begründet damit weiter die Notwendigkeit einer Kritik einer nominalistisch agierenden Naturwissenschaft.